# William, it was really nothing
William, it was really nothing is een single van de Britse alternatieve rockgroep The Smiths. De single werd uitgebracht op 20 augustus 1984 en verscheen later dat jaar als openingsnummer van het verzamelalbum Hatful of hollow. William, it was really nothing bereikte de 17e plaats op de UK Singles Chart en werd in 2011 door Rolling Stone verkozen tot 431e beste nummer aller tijden, de hoogste notering van de groep.

## Achtergrond
Zanger Morrissey schreef William, it was really nothing als een mannelijk, pessimistisch perspectief op het huwelijk, een onderwerp dat in de popmuziek vooral werd bezongen door vrouwen. De desbetreffende William is de Schotse muzikant Billy Mackenzie, een toenmalige vriend van Morrissey. In 1990 reageerde Mackenzie met het nummer Stephen, you're really something. De groep promootte de single met een opreden op Top of the Pops, waarin Morrissey tijdens het refrein zijn bovenlijf ontblootte met de woorden "marry me" op zijn borst geschreven.
Op de B-kant van de single staan Please, please, please, let me get what I want en How soon is now?, twee nummers die het zouden schoppen tot publieksfavorieten. How soon is now? werd het volgende jaar als aparte single uitgebracht.

## Nummers
| Nr. | Titel                                          | Duur |
| --- | ---------------------------------------------- | ---- |
| 1.  | William, it was really nothing                 | 2:10 |
| 2.  | Please, please, please, let me get what I want | 1:50 |

| Nr. | Titel                                          | Duur |
| --- | ---------------------------------------------- | ---- |
| 1.  | William, it was really nothing                 | 2:10 |
| 2.  | How soon is now?                               | 6:43 |
| 3.  | Please, please, please, let me get what I want | 1:50 |

| Nr. | Titel                                          | Duur |
| --- | ---------------------------------------------- | ---- |
| 1.  | William, it was really nothing                 | 2:10 |
| 2.  | How soon is now?                               | 6:43 |
| 3.  | Please, please, please, let me get what I want | 1:50 |

## Bezetting
- Morrissey - zang
- Johnny Marr - gitaar
- Andy Rourke - basgitaar
- Mike Joyce - drumstel